# Semartin
Semartin ili Martince Donje (mađ. Alsószentmárton, rum. Sânmarta de Jos) je selo na krajnjem jugu Republike Mađarske.
Zauzima površinu od 13,61 km četvorni.

## Zemljopisni položaj
Nalazi se na 45° 47' 21" sjeverne zemljopisne širine i 18° 18' 20" istočne zemljopisne dužine, 3 km sjeveroistočno od Drave i 2,5 km sjeverno od granice s Republikom Hrvatskom. Najbliže naselje u RH su Torjanci, 5 km jugoistočno.
Maća je 1,5 km, a Grdiša 3,5 km zapadno, Harkanj je 7 km sjeverozapadno, kotarsko sjedište Šikloš je 5 km sjeverno, Rastince su 1,5 km sjeveroistočno, Oldince su 2 km istočno, Kešeriš (Kesulija, mađ. Keselyősfapuszta) je 2 km jugozapadno, 

## Upravna organizacija
Upravno pripada Šikloškoj mikroregiji u Baranjskoj županiji. Poštanski broj je 7826. 
Upravno mu pripada i zaselak Điriš (mađ. Gyűrűspuszta).

## Povijest
Ime mu se pojavljuje u dokumentima iz 1332. kao S. Martino. Ime je od opatije sv. Martina koja se nekad nalazila ovdje. 
U 18. st. je pripadalo obitelji Esterházy. 
Do 20. st. su u Semartinu primarno živjeli šokački Hrvati.
Semartin je postao gotovo isključivo romskim naseljem oko 1980. Broj osoba koje su se izjasnile kao Romi je manji od stvarnog broja Roma u ovom selu. Romi pripadaju skupinama Bajaša, dok druga bajaškoj podskupini Muncsána (Munténiana). Jezik im je arhaični romski jezik.

## Stanovništvo
Semartin ima 1119 stanovnika (2001.). Romi su većina. Čine 77,7% stanovnika i imaju manjinsku samoupravu. Drugi po brojnosti su Mađari. U Semartinu živi i nekoliko Hrvata i Bugara. Skoro 80% je rimokatolika, a u selu je i nekoliko grkokatolika i kalvinista.

## Vanjske poveznice
- (mađ.) Alsószentmárton a Vendégvárón[neaktivna poveznica]
- Semartin na fallingrain.com